# Hydraena grandis
Hydraena grandis är en skalbaggsart som beskrevs av Edmund Reitter 1885. Hydraena grandis ingår i släktet Hydraena och familjen vattenbrynsbaggar. Inga underarter finns listade i Catalogue of Life.